# Beate Nielsen
Beate Nielsen (* 1966) ist eine deutsche Politikerin (CDU). Seit Mai 2025 ist sie Abgeordnete im Schleswig-Holsteinischen Landtag.

## Leben
Nielsen ist Bankkauffrau. Sie ist verheiratet und hat drei Kinder.
Nielsen ist Mitglied der CDU. Von 2018 bis 2023 war sie Bürgermeisterin von Schacht-Audorf. Seit 2013 ist sie Mitglied des Kreistags des Kreises Rendsburg-Eckernförde.
Bei der Landtagswahl in Schleswig-Holstein 2022 kandidierte Nielsen auf Platz 28 der CDU-Landesliste, verfehlte jedoch zunächst den Einzug in den Landtag. Am 7. Mai 2025 rückte sie für Karin Prien in den Landtag nach.